# فیریاس
فیریاس (به اسپانیایی: Frías) یک منطقهٔ مسکونی در آرژانتین است که در بخش چویا واقع شده‌است. فیریاس ۲۶٬۶۴۹ نفر جمعیت دارد و ۳۳۵ متر بالاتر از سطح دریا واقع شده‌است.